# Geny kumulatywne
Geny kumulatywne, geny wielokrotne, geny polimeryczne, poligeny – geny o niewielkich efektach fenotypowych, wspólnie warunkujące powstawanie cech ilościowych (np. wzrost człowieka) pomimo przynależności do różnych par alleli (są położone w innych loci). Powodują one, iż stopień wykształcenia danej cechy nie zależy od układu alleli w pojedynczym locus (zgodnie z prawami Mendla), tylko od układu alleli w różnych genach.
Rozkład zmienności cech determinowanych przez geny kumulatywne nie jest zatem skokowy, ale ciągły (przykładem może być wzrost albo masa ciała poszczególnych ludzi).